# Marche (province)
Pour les articles homonymes, voir La Marche (homonymie).
Xe siècle – 1790
Entités précédentes :
- Empire carolingien

Entités suivantes :
- Royaume de France

La Marche (La Marcha en occitan) est une région historique et culturelle française, correspondant à une ancienne province et dont la capitale est Guéret. La Marche fut aussi un comté.
Ses frontières ont fluctué tout au long de son histoire et ce, depuis le Moyen Âge, époque de sa création. Dans ses limites du XVIIIe siècle, la province correspondait au département actuel de la Creuse mais regroupait aussi une bonne part de la Haute-Vienne (arrondissement de Bellac) ainsi que des paroisses de l'Indre, de la Vienne et de la Charente. La majeure partie de la Marche fait aujourd'hui partie de la région Nouvelle-Aquitaine.

## Situation

La Marche dans ses limites du milieu du XVIII et les communes et départements actuels.

Le comté couvrait un territoire correspondant au département de la Creuse, à l'arrondissement de Bellac en Haute-Vienne et quelques communes des départements de l'Indre, de la Vienne et de la Charente.

## Histoire
Ce territoire fut détaché au Xe siècle des provinces du Limousin et d'Auvergne, la rivière Creuse en marquant alors la limite. Ce détachement fut effectué pour plusieurs raisons ; la première était la nécessité de lutter contre les Normands ; la deuxième était de former une zone tampon entre l'Aquitaine, sous influence anglaise sous les Plantagenêt, et le Berry, mais également entre les provinces de Limousin et d'Auvergne. Le territoire fut ensuite morcelé en fiefs aux frontières mouvantes : Haute Marche (autour de Guéret), principauté de Combraille (avec pour capitale initiale Chambon), vicomté de Bridiers (La Souterraine), Basse Marche (autour du Dorat).

Le nom de Marche désigne une zone intermédiaire entre deux territoires. Le comté de la Marche faisait transition entre les possessions des comtes du Poitou, ducs d'Aquitaine, et celles du roi de France. Le comté de la Marche naquit vraisemblablement entre 955 et 958, lorsqu’il fut placé sous l'autorité de Boson Ier dit le Vieux, 1er comte de la Marche, fils de Sulpice, seigneur de Charroux.

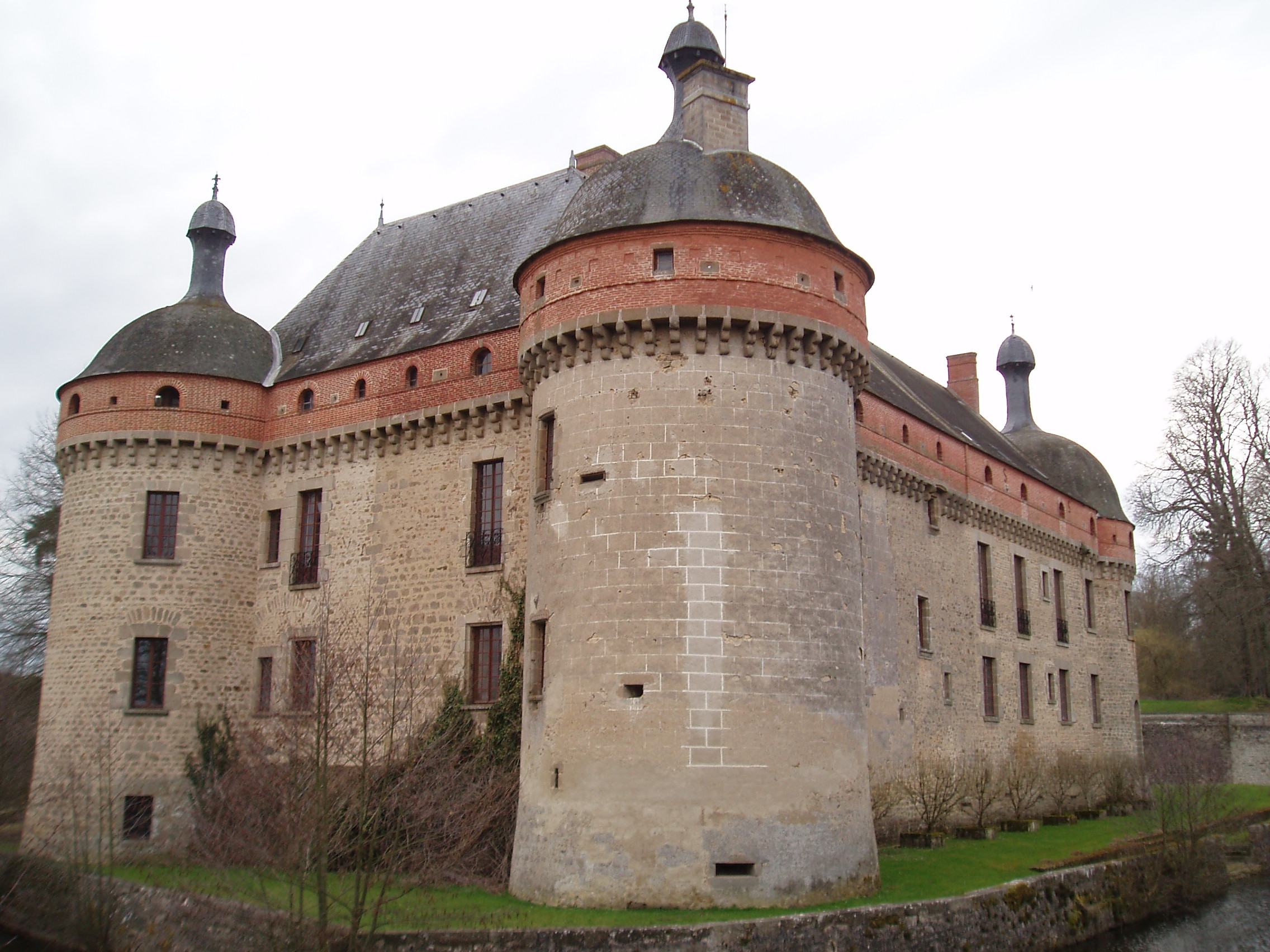
Le château de Saint-Germain-Beaupré, demeure des Marquis Foucault de Saint Germain Beaupré, gouverneurs de la Marche de 1630 à 1752.

La province passa ensuite à la maison de Montgommery, puis Henri II Plantagenêt a acheté le comté par un acte passé à l'abbaye de Grandmont en 1177. Elle est cédée à la Maison de Lusignan en 1199. Elle est rattachée à la couronne de France par Philippe IV le Bel en 1308. Par testament du 28 novembre 1314, Philippe le Bel donne le comté en apanage à son troisième fils, Charles IV le Bel, et devient duché-pairie en 1317. En 1327, elle est échangée contre le comté de Clermont-en-Beauvaisis avec Louis Ier de Bourbon. Elle revient ensuite aux Bourbon, puis  François Ier la confisque à la suite du procès contre le connétable de Bourbon commencé en 1523. Après quelques apanages, elle est définitivement réunie au domaine royal vers 1531 et gouvernée par les Foucault de Saint Germain-Beaupré entre 1630 et 1752. La succession des comtes de la Marche jusqu'au XIVe siècle est souvent difficile à établir avec certitude, faute de documents irréfutables.

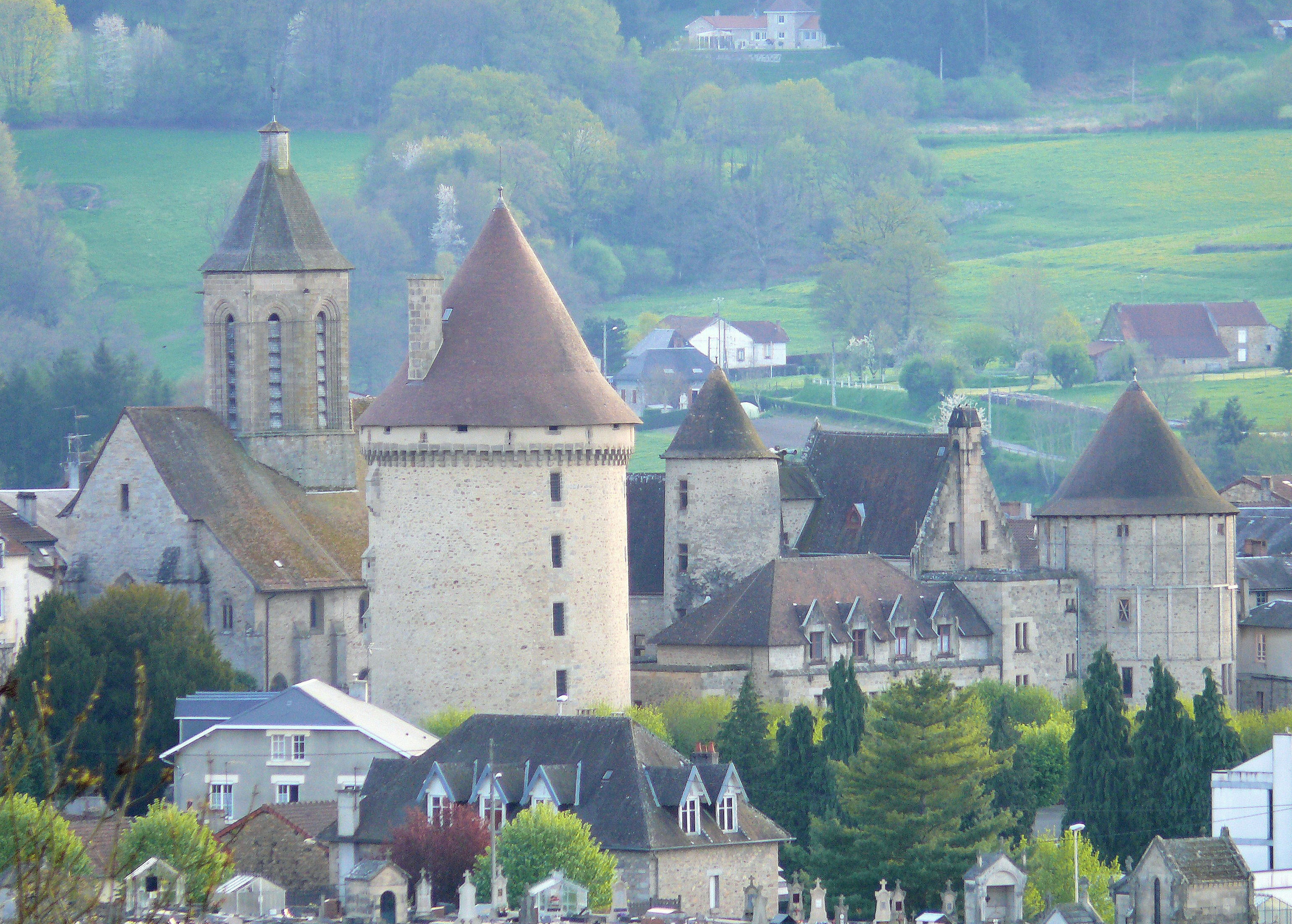
Bourganeuf.

Au sein même du comté on distinguait la Basse Marche autour du Dorat, et la Haute Marche autour de Guéret. La Marche formait une étroite entité étirée sur environ quatre-vingts kilomètres. Les comtés voisins étaient les suivants :
- à l'est : le comté d'Auvergne et la seigneurie de Bourbon-l'Archambault, puis le duché de Bourbon à partir du XIVe siècle ;
- à l'ouest : le comté de Poitiers, puis le Poitou ;
- au sud-ouest : l'Angoumois aux XIVe siècle et XVe siècle ;
- au nord : d'abord la seigneurie de Déols, puis le duché de Berry, et enfin le Berry dans le domaine royal français ;
- au sud : la vicomté de Limoges.

Guéret, Bellegarde, Bourganeuf et Bellac y ont formé des élections (circonscriptions financières) ; les deux premières dans la généralité de Moulins, les deux dernières dans la généralité de Limoges.
La Marche se retrouve principalement dans le département de la Creuse et une partie du département de la Haute-Vienne (Bellac).

## Culture et traditions

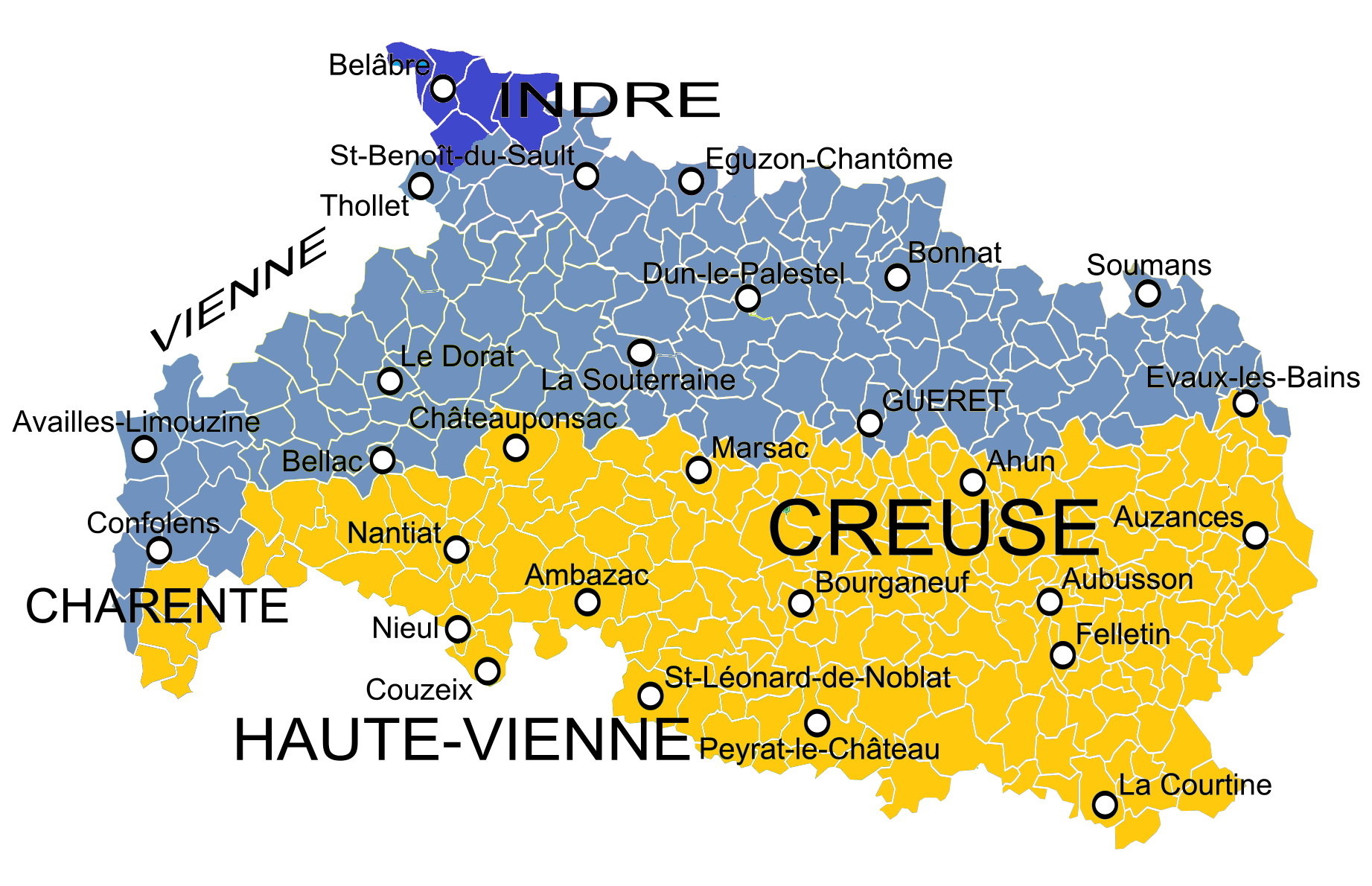
Carte linguistique de la Marche selon l'Atlas sonore des langues régionales (2022). En bleu clair : marchois (parlers du Croissant), en bleu foncé : berrichon (langue d'oïl) ; en jaune orangé : le nord-occitan.

La Marche parle plusieurs langues régionales. Au nord le marchois est un parler du Croissant, espace linguistique intermédiaire entre la langue d'oc et la langue d'oïl,,. L'aire géographique de ces parlers de transition épouse à peu près la part septentrionale de la province historique dont la ville de Guéret fait partie,. Dans sa partie méridionale il s'agit du nord-occitan sous sa forme limousine, qui est parlé jusqu'au nord de la Combraille auvergnate d'après les dernières recherches.
Quelques communes au nord de la Marche, autour de Belâbre, sont de parler d'oïl à cheval entre le berrichon et le poitevin.